# Natasha Kaiser-Brown
Natasha Kaiser-Brown (Des Moines, Estados Unidos, 14 de mayo de 1967) es una exatleta estadounidense, especializada en la prueba de 4x400 m en la que llegó a ser campeona mundial en 1993.

## Carrera deportiva
En los JJ. OO. de Barcelona 1992 ganó la medalla de plata en los relevos 4x400 metros, llegando a la meta tras el Equipo Unificado y delante de Reino Unido.
Al año siguiente, en el Mundial de Stuttgart 1993 ganó la medalla de oro en la misma prueba, con un tiempo de 3:16.71 segundos que fue récord de los campeonatos, por delante de Rusia y Reino Unido, siendo sus compañeras de equipo: Gwen Torrence, Maicel Malone-Wallace y Jearl Miles.